# Suillia bicolor
Suillia bicolor – gatunek muchówki z rodziny błotniszkowatych.
Gatunek ten opisany został w 1838 roku przez Johana Wilhelma Zetterstedta jako Helomyza bicolor.
Muchówka ta ma tułów o tarczce porośniętej jasnymi, drobnymi, rozproszonymi włoskami. Użyłkowanie skrzydła charakteryzuje obecność małych kolców na żyłce kostalnej. Pierwsza para odnóży samca ma początkowe człony stóp zaopatrzone w kolec o trójkątnym kształcie i szerokości mniejszej niż szerokość członu. Odwłok samicy odznacza się segmentem siódmym dłuższym niż szósty. Narządy rozrodcze samic mają trzy nieregularnie postrzępione, walcowate w zarysie, wąsko zakręcone u wierzchołków zbiorniki nasienne.
Owad znany z Hiszpanii, Andory, Irlandii, Wielkiej Brytanii, Francji, Belgii, Holandii, Niemiec, Danii, Szwecji, Norwegii, Finlandii, Szwajcarii, Austrii, Włoch, Polski, Estonii, Łotwy Litwy, Czech, Słowacji, Węgier, Ukrainy, Rumunii, Bułgarii, Rosji, Afryki Północnej, Bliskiego Wschodu i wschodniej Palearktyki.

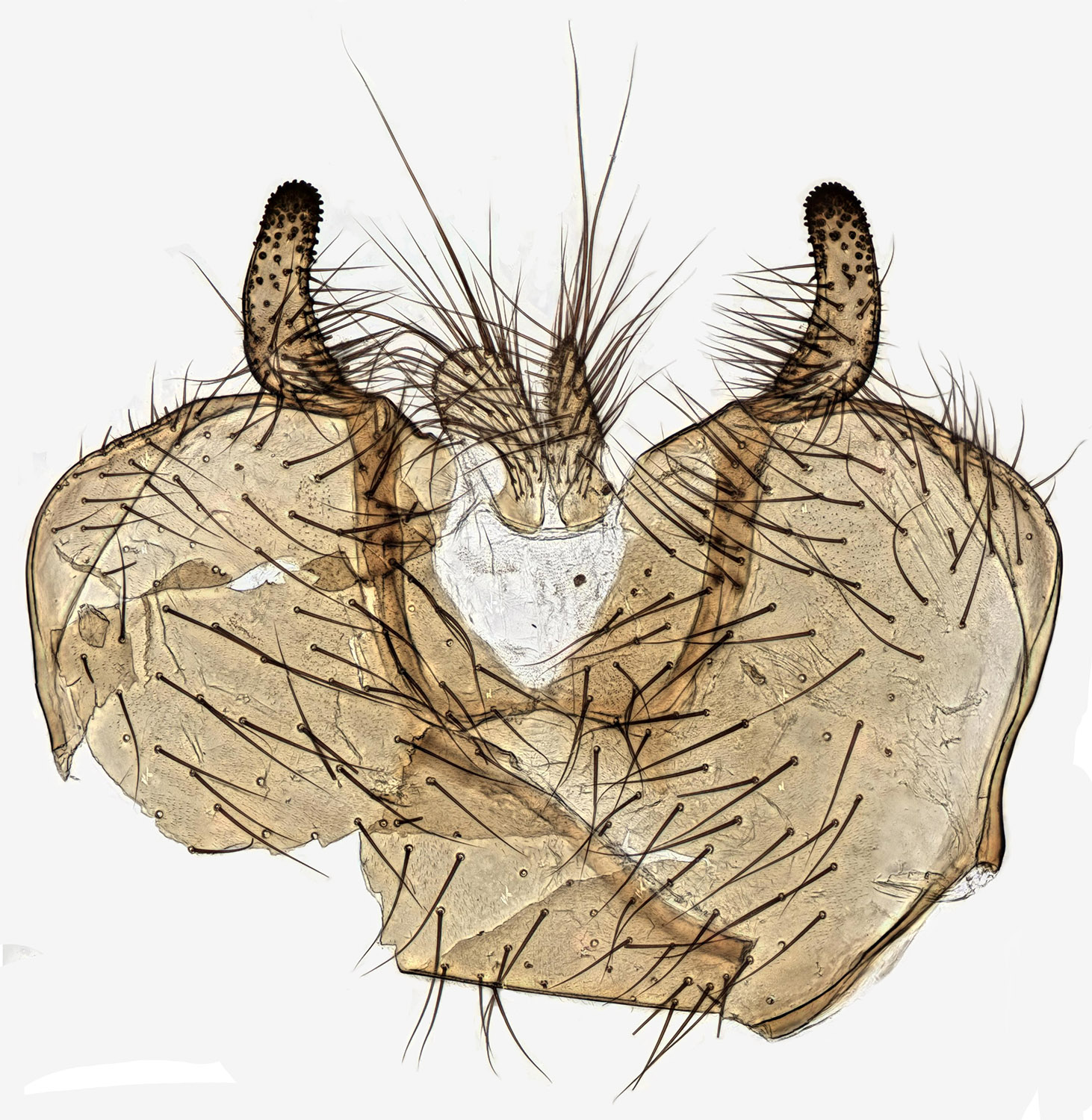
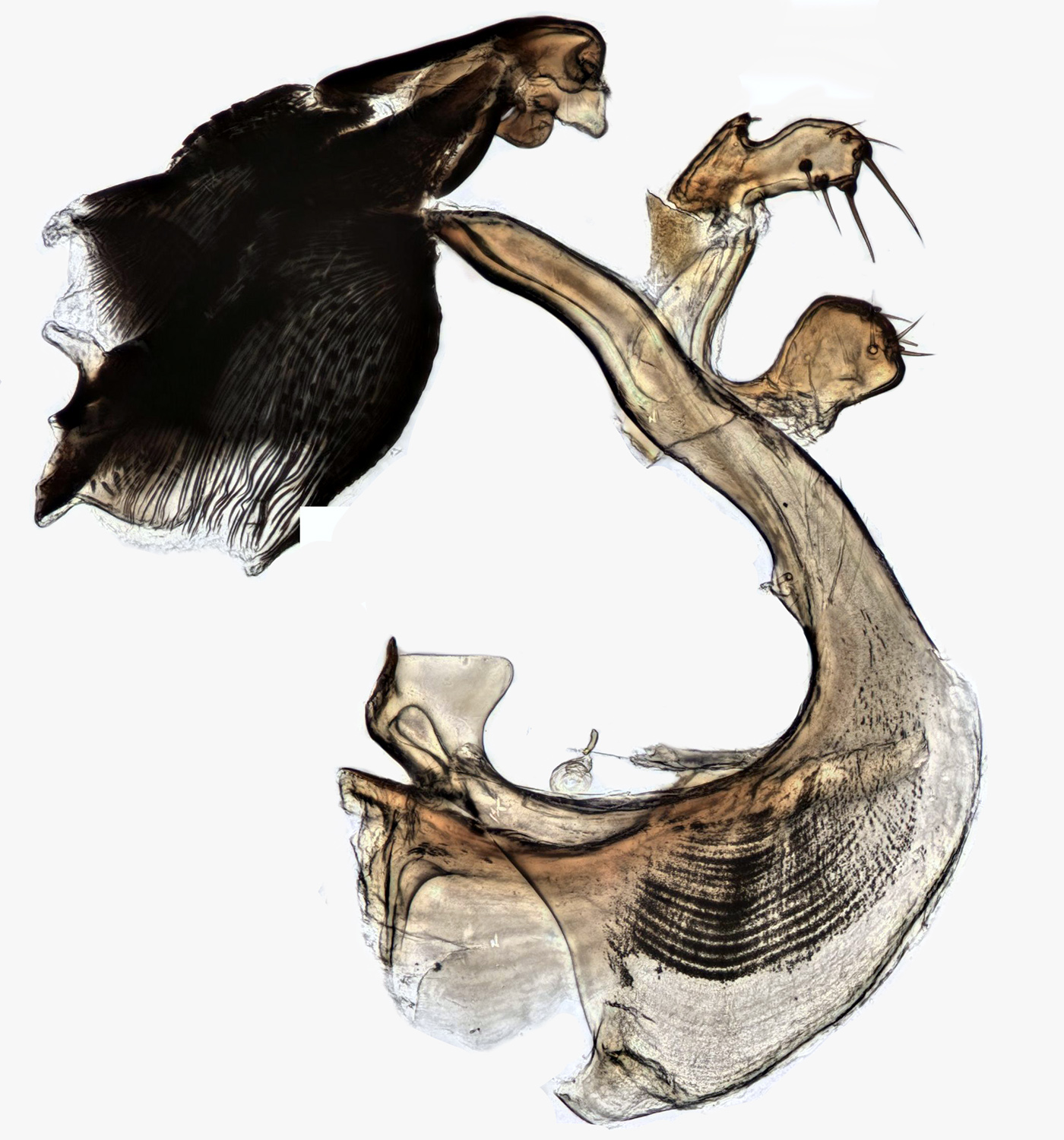
Aparat kopulacyjny